# Édit de janvier 1562

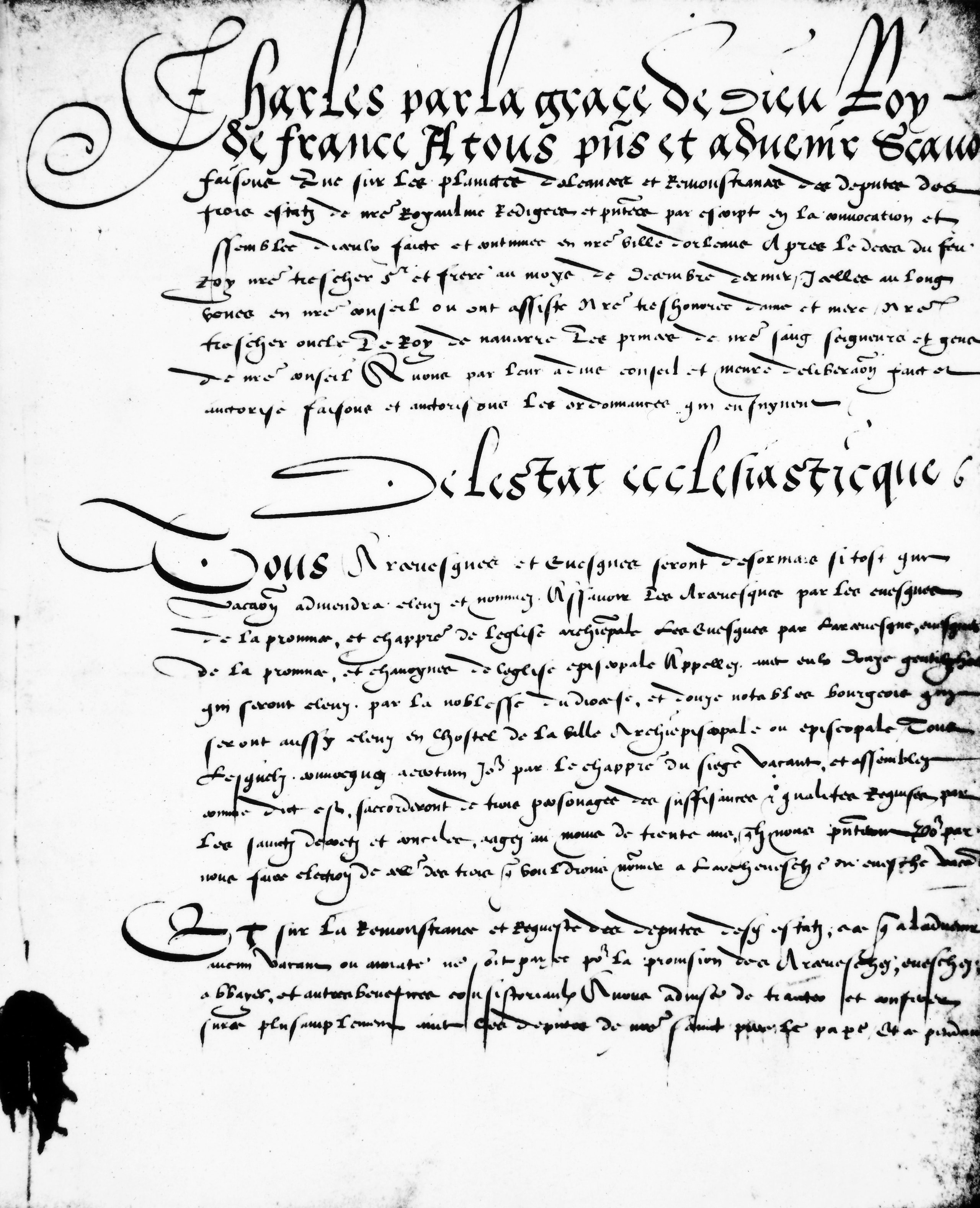
Première page de l'Édit de Saint-Germain, rédigé par Michel de l'Hôpital en janvier 1562

Le 17 janvier 1562, Catherine de Médicis fait signer au roi Charles IX, alors âgé de 11 ans, l’édit de janvier, ou édit de tolérance de Saint-Germain, qui reconnaît officiellement aux protestants le droit de s'assembler pour leur culte dans les faubourgs des villes et à la campagne. Dans un contexte très tendu où chaque camp, catholique comme protestant, se prépare à l'affrontement, cet édit montre le désir de conciliation de la régente et de son chancelier Michel de L'Hospital.

## Un texte d'apaisement...
Le texte a été préparé par la mère du jeune roi, Catherine de Médicis, régente du royaume, assistée du chancelier Michel de L'Hospital. Il marque, après la période de répression du règne de Henri II et l'échec du colloque de Poissy et des conférences de Saint-Germain, un revirement dans la politique royale à l'égard des réformés. Il est un signe de tolérance de la part de Catherine de Médicis, mais limitée et provisoire. Dans une lettre écrite le 16 février, la reine déplore la « dureté et obstination des uns et des autres, qui ont plutôt combattu pour ne se laisser vaincre, que disputé et conféré pour se soumettre à la vérité et à la raison ». La reine est en effet dans l'attente d'une décision du concile de Trente.
Dans ce texte, le jeune roi permet aux protestants de célébrer le culte à l'extérieur des villes fortifiées ainsi que de tenir des assemblées dans les maisons privées à l'intérieur de ces mêmes villes. Les protestants doivent en échange renoncer aux lieux de culte dont ils s’étaient emparés. La création de consistoires et la réunion de synodes sont autorisées. Les pasteurs sont reconnus mais doivent prêter serment aux autorités civiles. Le lendemain, le concile de Trente reprend. L'opinion générale est que les pères conciliaires durcissent leurs positions face aux protestants.
Le Parlement de Paris, très catholique, refuse d'enregistrer l'édit de Janvier. Après plusieurs semaines de débat et des lettres de jussion, le texte est finalement enregistré le 6 mars, cinq jours après le massacre de Wassy.

## ... qui déclenche les guerres de religion
Les protestants refusent dans la plupart des cas, et principalement dans le Midi, de rendre les lieux de cultes qu'ils occupaient. Ils préfèrent détruire les églises et les chapelles. Ils pratiquent le « vandalisme pédagogique » consistant à détruire les images et les croix pour faire remarquer que Dieu reste muet devant ce que les catholiques considèrent comme un sacrilège. Le 1er mars 1562, le duc François de Guise et ses hommes perpètrent le massacre de Wassy, en Champagne, surprenant 200 protestants en train d'écouter un prêche dans une grange, à l'intérieur de la ville close et dans des conditions donc illégales. Envoyés sur place pour interrompre le culte, ses émissaires reçoivent de la part des protestants un mauvais accueil. L’altercation dégénère en violence, les insultes et les pierres pleuvent sur les troupes de Guise. Arrivé entretemps sur les lieux, le duc est lui-même touché. L’assaut de la grange par ses troupes dégénère en massacre. On compte une soixantaine de morts et une centaine de blessés. C'est le début des guerres de religion. Elles durèrent plus de trente ans.
Pour les protestants, l'édit de janvier 1562 a toujours été considéré comme un modèle, une référence, lors des négociations qui ont eu lieu par la suite entre eux et le pouvoir royal quand il a fallu négocier de nouveaux édits.

## Date(s) de commémoration
Le calendrier grégorien est entré en vigueur en 1582 en France, et dix jours furent supprimés lors du passage du calendrier julien au calendrier grégorien, pour compenser les jours (années bissextiles) en excès causés par le calendrier julien. 
Par conséquent, le 17 janvier 1562 (calendrier julien) correspond en fait au 6 janvier 1562 ultérieur (années du calendrier grégorien). Toutefois la coutume, pour désigner les dates historiques antérieures à 1582, est de conserver la date du calendrier julien.

## Texte de l'Édit
- L'Édit de Nantes et ses antécédents, sous la direction de Bernard Barbiche, avec la collaboration d'Isabelle Chiavassa, Paris, École des chartes, s.d. Édition commentée du texte de l'édit.